# Melanocamenta sibutensis
Melanocamenta sibutensis är en skalbaggsart som beskrevs av Moser 1919. Melanocamenta sibutensis ingår i släktet Melanocamenta och familjen Melolonthidae. Inga underarter finns listade i Catalogue of Life.